# Gran hermano: La re-vuelta
Gran Hermano 12+1: la re-vuelta fue un programa de telerrealidad producido por Zeppelin TV y emitido en Telecinco desde el 30 de mayo de 2012. Son los propios concursantes quienes deciden en cada gala a la persona que debe abandonar la casa además, deberán convivir, superar el pasado y luchar juntos para optar por el premio final de 20 000 euros.
Todos los concursantes tuvieron que discutir sus problemas en público cuando se encuentren reunidos en El foro, o en privado, en un apartamento habilitado donde los implicados podrán hablar a solas.

## Gran Hermano 12+1: La Re-vuelta(2012)
Gran Hermano 12+1: La Re-vuelta llegó a Telecinco tras finalizar la edición 12+1 de Gran Hermano el 30 de mayo de 2012, aunque había sido anunciado para el día siguiente presentado por Mercedes Milá. En esta edición, el reality reúne a todos los exconcursantes de la edición 12+1, para solucionar conflictos y conseguir así ganar el premio de este formato (20.000 €). Tras la emisión de la tercera gala, la presentadora anunció que la gala del 13 de junio de 2012 sería la última emisión del programa.

### Concursantes
| Concursantes         | Lugar de residencia | Edad    | Profesión                  | Duración | Delegado      | Información     |
| -------------------- | ------------------- | ------- | -------------------------- | -------- | ------------- | --------------- |
| Alessandro Livi      | Lugo                | 29 años | Futbolista                 | 14 días  | 4.º delegado  | Ganador         |
| Pilar Ochoa          | La Rioja            | 28 años | Gerente de hotel           | 14 días  | Nunca         | 2.ª finalista   |
| David García         | Valencia            | 37 años | Comercial                  | 14 días  | 3.er delegado | 3.er finalista  |
| Verónica Crespo      | Bilbao              | 26 años | Camarera                   | 14 días  | Nunca         | 5.os expulsados |
| Cristian Villaescusa | Alicante            | 27 años | Empresario hostelero       | 14 días  | 1.er delegado | 5.os expulsados |
| Michael Rivero       | Huelva              | 27 años | Policía local              | 14 días  | Nunca         | 5.os expulsados |
| María Sánchez        | Cádiz               | 20 años | Camarera y barrendera      | 14 días  | Nunca         | 4.as expulsadas |
| Ariadna Sánchez      | Madrid              | 28 años | Maquilladora               | 14 días  | 2.ª delegada  | 4.as expulsadas |
| Hugo Pierna          | Lérida              | 25 años | Repartidor y reponedor     | 12 días  | Nunca         | 3.os expulsados |
| Sergio Muro          | Sevilla             | 29 años | Pintor aeronáutico         | 12 días  | Nunca         | 3.os expulsados |
| Berta Renedo         | Valladolid          | 29 años | Periodista en paro         | 12 días  | Nunca         | 3.os expulsados |
| Mary Joy Sumayo      | Valencia            | 19 años | Estudiante de biología     | 7 días   | Nunca         | 2.os expulsados |
| Sindia Arcos         | Sevilla             | 24 años | Peón agrícola              | 7 días   | Nunca         | 2.os expulsados |
| Daniel Santos        | Burgos              | 19 años | Estudiante de arquitectura | 7 días   | Nunca         | 2.os expulsados |
| Azucena Talavera     | Toledo              | 22 años | Empresaria en paro         | 5 días   | Nunca         | 1.as expulsadas |
| Marta Sánchez        | Albacete            | 20 años | Auxiliar de guardería      | 5 días   | Nunca         | 1.as expulsadas |

### Estadísticas semanales
|            | Gala 1 | Gala 2    | Gala 3    | Semifinal | Final     | Final     | Final   |
| ---------- | ------ | --------- | --------- | --------- | --------- | --------- | ------- |
| Alessandro | Entra  | Salvado   | Salvado   | Nominado  | Salvado   | Salvado   | Ganador |
| Ochoa      | Entra  | Salvada   | Salvada   | Salvada   | Salvada   | Nominada  | Segunda |
| David      | Entra  | Salvado   | Salvado   | Salvado   | Nominado  | Nominado  | Tercero |
| Verónica   | Entra  | Salvada   | Salvada   | Salvada   | Nominada  | Expulsada |         |
| Cristian   | Entra  | Salvado   | Salvado   | Salvado   | Nominado  | Expulsado |         |
| Michael    | Entra  | Salvado   | Nominado  | Salvado   | Salvado   | Expulsado |         |
| María      | Entra  | Salvada   | Salvada   | Nominada  | Expulsada |           |         |
| Ariadna    | Entra  | Nominada  | Salvada   | Salvada   | Expulsada |           |         |
| Hugo       | Entra  | Salvado   | Salvado   | Expulsado |           |           |         |
| Sergio     | Entra  | Nominado  | Nominado  | Expulsado |           |           |         |
| Berta      | Entra  | Nominada  | Nominada  | Expulsada |           |           |         |
| Mary Joy   | Entra  | Nominada  | Expulsada |           |           |           |         |
| Sindia     | Entra  | Nominada  | Expulsada |           |           |           |         |
| Daniel     | Entra  | Nominado  | Expulsado |           |           |           |         |
| Azucena    | Entra  | Expulsada |           |           |           |           |         |
| Marta      | Entra  | Expulsada |           |           |           |           |         |

     El concursante fue ganador.
     El concursante fue segundo.
     El concursante fue tercero.
     El concursante se incorporó al concurso.
     El concursante fue escogido como delegado, además de estar nominado o salvado.
     El concursante recibió puntos, pero no fue expulsado.
     El concursante no recibió puntos para ser expulsado.
     El concursante fue uno de los que recibió más puntos y por tanto, fue expulsado.

### Estadísticas semanales por puntos
|            | Gala 1 | Gala 2  | Gala 3  | Semifinal | Final   | Final  | Final   |
| ---------- | ------ | ------- | ------- | --------- | ------- | ------ | ------- |
| Alessandro | Entra  | Salvado | Salvado | 1 Voto    | 1 Voto  | 1 Voto | 7 Votos |
| Ochoa      | Entra  | Salvada | Salvada | Salvada   | Salvada | 1 Voto | 4 Votos |
| David      | Entra  | Salvado | Salvado | 1 Voto    | 1 Voto  | 1 Voto | 2 Votos |
| Cristian   | Entra  | 2 Votos | Salvado | Salvado   | 1 Voto  | 1 Voto |         |
| Michael    | Entra  | Salvado | 1 Voto  | Salvado   | Salvado | 1 Voto |         |
| Verónica   | Entra  | Salvada | Salvada | Salvada   | 1 Voto  | 1 Voto |         |
| María      | Entra  | Salvada | Salvada | 2 Votos   | 2 Votos |        |         |
| Ariadna    | Entra  | 1 Voto  | Salvada | Salvada   | 2 Votos |        |         |
| Hugo       | Entra  | Salvado | Salvado | 2 Votos   |         |        |         |
| Sergio     | Entra  | 1 Voto  | 2 Votos | 2 Votos   |         |        |         |
| Berta      | Entra  | 1 Voto  | 2 Votos | 3 Votos   |         |        |         |
| Mary Joy   | Entra  | 1 Voto  | 2 Votos |           |         |        |         |
| Sindia     | Entra  | 2 Votos | 2 Votos |           |         |        |         |
| Daniel     | Entra  | 2 Votos | 5 Votos |           |         |        |         |
| Azucena    | Entra  | 3 Votos |         |           |         |        |         |
| Marta      | Entra  | 3 Votos |         |           |         |        |         |

     El concursante fue ganador.
     El concursante fue segundo.
     El concursante fue tercero.
     El concursante fue finalista.
     El concursante se incorporó al concurso.
     El concursante fue escogido como delegado, además de estar nominado o salvado.
     El concursante recibió puntos, pero no fue expulsado.
     El concursante no recibió puntos para ser expulsado.
     El concursante fue uno de los que recibió más puntos y por tanto, fue expulsado.

### Apartamento
Cada día, los concursantes debían entrar en el apartamento (cada noche, una pareja) para resolver sus conflictos, amores... En la gala se mostraba si habían o no resuelto sus conflictos.
| Concursantes          | Noche       | Motivo                                                                   | Resolución         |
| --------------------- | ----------- | ------------------------------------------------------------------------ | ------------------ |
| Sindia & Sergio       | 31 de mayo  | Expareja, rompieron su relación en Gran Hermano 12+1                     | Sigue el conflicto |
| Daniel & Cristian     | 1 de junio  | Hablaban mal el uno del otro                                             | Solucionado        |
| Marta & Verónica      | 2 de junio  | Verónica le hizo el vacío a Marta, y ésta la insultaba                   | Solucionado        |
| Daniel & Berta        | 3 de junio  | Berta traicionó a Dani en unas nominaciones                              | Sigue el conflicto |
| Ariadna & Michael     | 4 de junio  | Pareja formada en Gran Hermano 12+1, aunque con muchas dudas por aclarar | No había conflicto |
| Daniel & Mary Joy     | 5 de junio  | Dani siente atracción por Mary Joy                                       | No había conflicto |
| Cristian & Mary Joy   | 6 de junio  | Ambos se enfrentaron y se dirigieron insultos tras una broma nocturna    | Solucionado        |
| Hugo & María          | 7 de junio  | Pareja formada en Gran Hermano 12+1, Ariadna fue solo una visita         | No había conflicto |
| Sergio & Berta        | 8 de junio  | Sergio siente atracción por Berta                                        | No había conflicto |
| Verónica & Alessandro | 9 de junio  | Se rumorea que Verónica siente atracción por el italiano                 | No había conflicto |
| Todas las chicas      | 10 de junio | Noche de chicas                                                          | No había conflicto |

### Invitados
| Nombre         | Lugar de procedencia | Gala   | Información                  |
| -------------- | -------------------- | ------ | ---------------------------- |
| Pepe Flores    | Madrid               | Gala 1 | Ganador de Gran Hermano 12+1 |
| Carmen Gil     | Sevilla              | Gala 1 | Madre de Sindia Arcos        |
| Conchi Hidalgo | Sevilla              | Gala 1 | Madre de Sergio Muro         |
| Javito García  | La Coruña            | Gala 4 | Ganador de Gran Hermano 3    |
| Iván Madrazo   | Santander            | Gala 4 | Ganador de Gran Hermano 10   |

#### Actuaciones
| Nombre      | Lugar de procedencia | Gala   | Canción             |
| ----------- | -------------------- | ------ | ------------------- |
| Luis Fonsi  | Puerto Rico          | Gala 4 | Nunca digas siempre |
| Kiko Rivera | Sevilla              | Gala 5 | Victory             |

### Presentadores
Los presentadores de La Re-vuelta, edición especial de Gran Hermano 12+1, son:
- Mercedes Milá, Galas semanales desde plató.
- Jordi González, Última hora y debates semanales.

## Palmarés La Revuelta
| Edición               | Fecha | Ganador         | Subcampeón  | Tercer lugar |
| --------------------- | ----- | --------------- | ----------- | ------------ |
| GH 12+1: La Re-vuelta | 2012  | Alessandro Livi | Pilar Ochoa | David García |

## Histórico de audiencias
| Edición               | Programas | Fecha de emisión | Cadena    | Epectadores | Share  |
| --------------------- | --------- | ---------------- | --------- | ----------- | ------ |
| GH 12+1: La Re-vuelta | 5         | 2012             | Telecinco | 2 478 000   | 19,0 % |